# Jackson Henríquez
Jackson Henríquez (* 28. Februar 1985 in Caracas) ist ein venezolanischer Beachvolleyballspieler.

## Karriere
Henríquez wurde zusammen mit Jesus Villafañe („Fañe“) 2005 in Rio de Janeiro U21-Vizeweltmeister. Ende 2006 wurde Igor Hernández sein neuer Partner. In den ersten Turnieren gab es 17. Plätze in Acapulco und Manama. 2007 absolvierte das Duo auch die ersten Grand Slams. Nach dem Grand Slam in Berlin 2008 trennte es sich wieder.
Von 2007 bis 2012 bildete Henríquez ein Duo mit Farid Mussa, mit dem er 2009 an der Weltmeisterschaft in Stavanger teilnahm. Mit Leonard Alexis Colina Chourio nahm er 2013 an der Weltmeisterschaft in Stare Jabłonki teil.
Seit 2014 ist Fañe der Partner von Henríquez. 2015 nahmen Fañe/Henríquez an der Weltmeisterschaft in den Niederlanden teil und erreichten dabei die erste Hauptrunde, in der sie gegen die Australier Kapa/McHugh ausschieden. Die beiden Venezolaner scheiterten 2016 und 2021 bei den kontinentalen Qualifikationsturnieren für die Olympischen Spiele jeweils knapp am chilenischen bzw. argentinischen Team.